# Masao Azuma

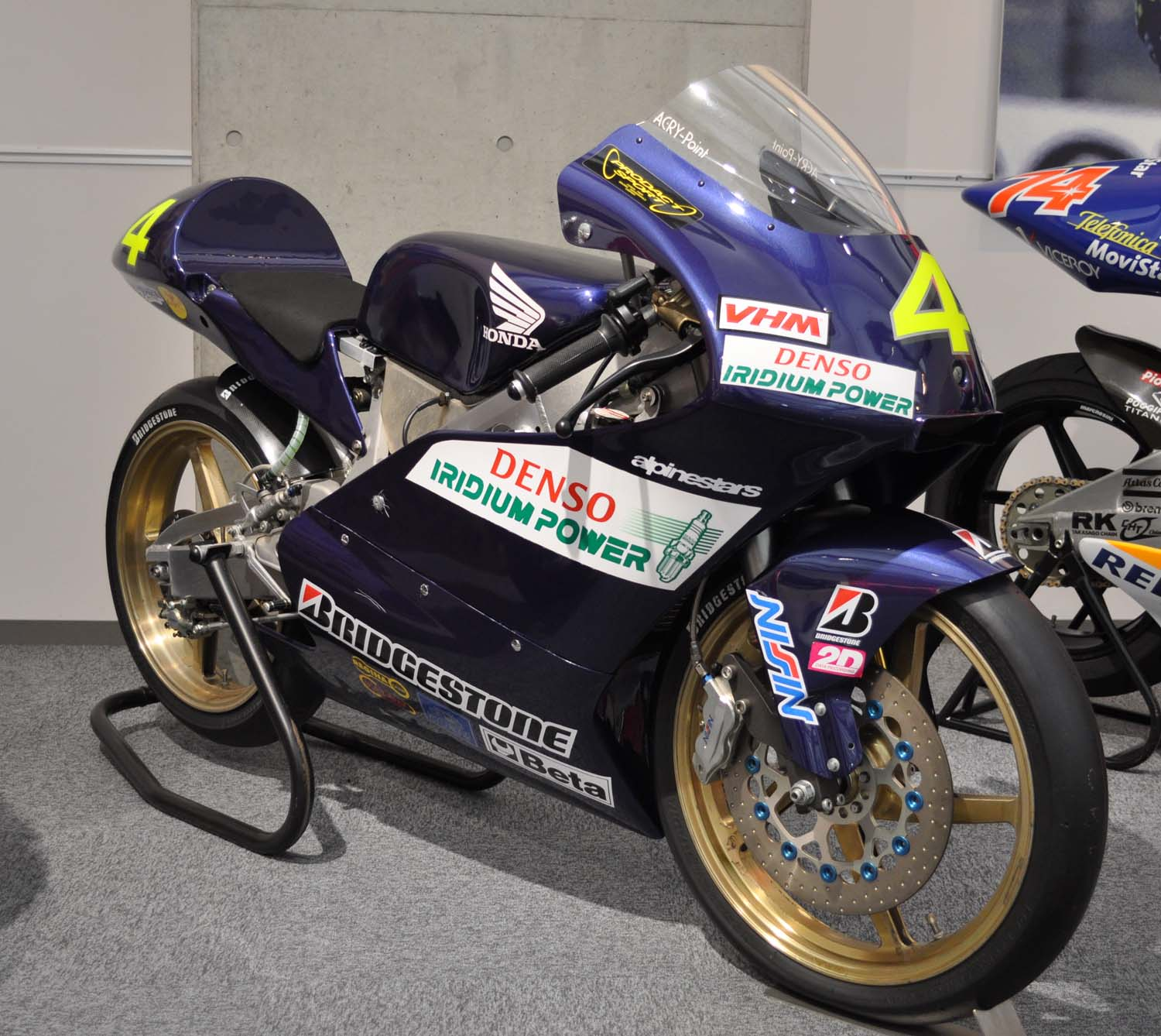
Azumas Honda RS125R der Saison 2001

Masao Azuma (jap. 東 雅雄, Azuma Masao; * 24. März 1971 in Kōchi) ist ein ehemaliger japanischer Motorradrennfahrer.
Er nahm von 1996 bis 2003 auf Honda an der 125-cm³-Weltmeisterschaft teil und konnte 1999 den dritten WM-Rang feiern. Während seiner aktiven Laufbahn war Azuma als Regen-Spezialist bekannt.
Heute arbeitet Masao Azuma für den japanischen Reifenhersteller Bridgestone, für den er in der Saison 2007 das Rizla Suzuki MotoGP-Team in der MotoGP-Klasse betreute.

## Karriere
Azuma begann seine Karriere in der japanischen Minibike-Serie, danach startete er in der japanischen 125-cm³-Meisterschaft, die er 1996 auf Honda gewann. In der Saison 1996 debütierte Azuma mit einem sechsten Platz als Wildcard-Pilot bei seinem Heimrennen auch in der 125-cm³-Klasse der Motorrad-Weltmeisterschaft.
Zur Saison 1997 wechselte Azuma dann permanent in die 125er-WM. Er pilotierte eine Honda im LB Racing Team und zeigte konstante Leistungen. Sein bestes Resultat war der vierte Platz beim Heim-Grand-Prix. Mit 66 Punkten wurde er schließlich 15. der Weltmeisterschaft.
1998 ging Azuma für das Mac Motors Liegeois Competition-Team an den Start. Bereits beim ersten Rennen, dem Großen Preis von Japan wurde er Dritter. Im weiteren Saisonverlauf gelang ihm, nach drei weiteren dritten Rängen, beim Großen Preis von Australien sein erster Grand-Prix-Sieg. Mit 135 Zählern wurde Azuma schließlich Vierter der Weltmeisterschaft, was ihn zu einem der Mitfavoriten für den Titel in der folgenden Saison machte.
In der Saison 1999 startete Azuma weiterhin für das Liegois-Team, das in diesem Jahr als Playlife Racing Team - Liegeois an den Start ging. Zunächst wurde er seiner Favoritenrolle gerecht, Azuma gewann fünf der ersten acht Saisonläufe und führte die WM-Wertung an. Beim Grand Prix von Tschechien folgte jedoch der Wendepunkt in Azumas Saison. Beim Qualifikationstraining lief ihm ein kleineres Tier ins Motorrad, er stürzte zwar, konnte beim Rennen aber antreten und wurde Zwölfter. Trotzdem erzielte er bei den verbleibenden sechs Rennen keine einzige Podiumsplatzierung mehr und seine beiden Rivalen um den WM-Titel, der Spanier Emilio Alzamora und sein Teamkollege, der Italiener Marco Melandri zogen noch an ihm vorbei. Alzamora sicherte sich schließlich mit nur einem Zähler Vorsprung auf Melandri den Titel, für Azuma blieb nur der dritte Rang, was gleichzeitig die beste WM-Platzierung in seiner Karriere darstellt.
Die Saison 2000 begann für Azuma, dessen Team nun Benetton Playlife hieß, eher mittelmäßig. Bei den letzten vier Rennen gelangen ihm zwar drei Podiumsplatzierungen, darunter auch ein Sieg in Australien, seine inkonstanten Resultate im Saisonverlauf ließen jedoch nur den vierten WM-Rang zu.
Die Saison 2001 begann dagegen sehr vielversprechend für den Japaner, er gewann zwei der ersten drei Läufe. Danach verlief die Saison jedoch wieder mittelmäßig und Azuma schaffte keine einzige Podiumsplatzierung mehr. Mit fast 100 Punkten Rückstand auf den Weltmeister Manuel Poggiali wurde er Fünfter der Gesamtwertung.
2002 startete Azuma in der 125-cm³-Klasse für das Tribe by Breil-Team an den Start und fuhr konstant in die Punkteränge. Das einzige Ausrufezeichen setzte er mit seinem Sieg beim Großen Preis von Brasilien, der gleichzeitig der letzte in seiner Karriere werden sollte. Die Saison schloss Azuma als Achter der Gesamtwertung ab.
Zur Saison 2003 wechselte Azuma zum Ajo Motorsports-Team. Dort konnte er jedoch nur noch viermal unter die besten zehn fahren und hatte gleichzeitig sieben Ausfälle zu beklagen. Beim viertletzten Lauf, dem Pazifik-Grand-Prix in Motegi gab er seinen Rücktritt zum Saisonende bekannt. Beim vorletzten Rennen in Australien fuhr er im Regen mit Rang zwei seine letzte Podiumsplatzierung ein. Mit einem 16. Gesamtrang verabschiedete sich Masao Azuma schließlich, nach 110 Grands Prix und zehn Siegen in der Weltmeisterschaft vom aktiven Rennsport.

## Statistik

### Erfolge
- 1996 – Japanischer 125-cm³-Meister auf Honda
- 10 Grand-Prix-Siege

### In der Motorrad-Weltmeisterschaft
| Saison | Klasse  | Motorrad | Rennen | Siege | Podien | Poles | Punkte | Ergebnis |
| ------ | ------- | -------- | ------ | ----- | ------ | ----- | ------ | -------- |
| 1996   | 125 cm³ | Honda    | 1      | –     | –      | –     | 10     | 24.      |
| 1997   | 125 cm³ | Honda    | 15     | –     | –      | –     | 66     | 15.      |
| 1998   | 125 cm³ | Honda    | 14     | 1     | 5      | –     | 135    | 4.       |
| 1999   | 125 cm³ | Honda    | 16     | 5     | 5      | 2     | 190    | 3.       |
| 2000   | 125 cm³ | Honda    | 16     | 1     | 6      | –     | 176    | 4.       |
| 2001   | 125 cm³ | Honda    | 16     | 2     | 2      | –     | 142    | 5.       |
| 2002   | 125 cm³ | Honda    | 16     | 1     | 1      | –     | 101    | 8.       |
| 2003   | 125 cm³ | Honda    | 16     | –     | 1      | –     | 64     | 16.      |
| Gesamt | Gesamt  | Gesamt   | 110    | 10    | 20     | 2     | 884    |          |

## Verweise